# Лапкаси
Лапка́си (рос. Лапкасы, чув. Лапкас) — присілок у Чувашії Російської Федерації, у складі Орінінського сільського поселення Моргауського району.
Населення — 61 особа (2010; 74 в 2002, 124 в 1979; 142 в 1939, 136 в 1926, 180 в 1906, 53 в 1858).

## Історія
Утворився як виселок присілку Велика Арініна (Семенькаси), потім як околоток села Архангельське (Орініно). До 1866 року селяни мали статус державних, займались землеробством, тваринництвом, ковальством, виробництвом коліс та шерсті. 1930 року створено колгосп «Червоне Сормово». До 1920 року присілок перебував у складі Акрамовської волості Козьмодемьянського, до 1927 року — у складі Чебоксарського повіту. 1927 року присілок переданий до складу Татаркасинського, 1939 року — до складу Сундирського, 1944 року — до складу Моргауського, 1959 року — повернуто до складу Сундирського, 1962 року — до складу Чебоксарського, 1964 року — до складу Моргауського району. 1963 року до складу присілка приєднано присіли Корлуй та Чиржі.